# 752 هـ
752 هـ هي سنة في التقويم الهجري امتدت مقابلةً في التقويم الميلادي بين سنتي 1351 و1352.

## مواليد
ابن اللحام
- تقي الدين الحصني

## وفيات
- ودي بن جماز